# Мачулище (Псковская область)
Мачулище — деревня в Невельском районе Псковской области России. Входит в состав сельского поселения «Лобковская волость».
Находится в 5 верстах к северо-востоку от большой деревни Усово и в 21 верстах к юго-востоку от города Невеля.

## Население
По состоянию на конец 2000 года постоянного населения в деревне не было.